# ATOM (アルバム)
『ATOM』（アトム）は、日本のバンド・ROTH BART BARONの2枚目のスタジオ・アルバム。2015年10月21日にFeilcityよりリリースされた。

## 解説
前作『ロットバルトバロンの氷河期』より1年ぶりのアルバム。

## 収録曲
| 全作詞・作曲: 三船雅也。 |                                                     |          |            |      |
| #                        | タイトル                                            | 作詞     | 作曲・編曲 | 時間 |
| 1.                       | 「Safe House」                                      | 三船雅也 | 三船雅也   | 4:44 |
| 2.                       | 「電気の花嫁(Demian)」                              | 三船雅也 | 三船雅也   | 3:38 |
| 3.                       | 「England」                                         | 三船雅也 | 三船雅也   | 6:05 |
| 4.                       | 「bIg HOPe」                                        | 三船雅也 | 三船雅也   | 4:25 |
| 5.                       | 「ショッピングモールの怪物(Shopping Mall Monster)」 | 三船雅也 | 三船雅也   | 2:57 |
| 6.                       | 「Metropolis」                                      | 三船雅也 | 三船雅也   | 4:54 |
| 7.                       | 「フランケンシュタイン(Frankenstein)」              | 三船雅也 | 三船雅也   | 4:38 |
| 8.                       | 「Glass Shower」                                    | 三船雅也 | 三船雅也   | 4:37 |
| 9.                       | 「X-MAS」                                           | 三船雅也 | 三船雅也   | 5:11 |
| 10.                      | 「ATOM」                                            | 三船雅也 | 三船雅也   | 4:26 |
| 合計時間:                | 合計時間:                                           | 45:35    |            |      |

### 楽曲解説
1. Safe House
2. 電気の花嫁(Demian)
2017年8月にリミックスバージョンがデジタルシングルとしてリリースされた。
3. England
次曲と繋がっている。
また、PVが制作されている。
4. bIg HOPe
前曲と繋がっている。
また、360°パノラマPVが制作されている。
5. ショッピングモールの怪物(Shopping Mall Monster)
6. Metropolis
7. フランケンシュタイン(Frankenstein)
8. Glass Shower
9. X-MAS
10. ATOM
表題曲。
2017年9月にリミックスバージョンがデジタルシングルとしてリリースされた。それと同時にPVが公式YouTubeチャンネルで公開されている。